# Подлешани
Подлешани (пол. Podleszany) — село в Польщі, у гміні Мелець Мелецького повіту Підкарпатського воєводства.
Населення — 1681 особа (2011).

## Демографія
Демографічна структура станом на 31 березня 2011 року:
|          | Загалом | Допрацездатний вік | Працездатний вік | Постпрацездатний вік |
| -------- | ------- | ------------------ | ---------------- | -------------------- |
| Чоловіки | 848     | 200                | 547              | 101                  |
| Жінки    | 833     | 183                | 490              | 160                  |
| Разом    | 1681    | 383                | 1037             | 261                  |